# Argenticrinis haackei
Argenticrinis haackei là một loài bọ cánh cứng trong họ Tenebrionidae. Loài này được S. Louw miêu tả khoa học năm 1979.